# 佐々山洋一
佐々山 洋一（ささやま よういち）は、日本の俳優、ナレーター、声優、演出家。元キャラ所属。

## 来歴・人物
- 劇団「新春座」創立と共に参加し、大阪NHK他各局のテレビドラマ・CM・映画などのアテレコなどに多数出演。舞台俳優として自劇団の公演、新歌舞伎座、中座、南座、名鉄ホール、御園座制作の舞台に出演。現在、所属事務所であるキャラで指導している。

## 出演作品

### 声優業

#### ゲーム
- もえスタ 〜萌える東大英語塾〜（神様[2]）
- ロックマンX8（2005年、アイスノー・イエティンガー）

### 俳優業
- 横堀川
- 近鉄金曜劇場
- 修禅寺物語
- 部長刑事
- お兄ちゃん
- どてらい男
- 連続テレビ小説
  - 火の国に
  - 心はいつもラムネ色
  - 京、ふたり
- 千葉周作 剣道まっしぐら 第25話「気はやさしくて力もち」（1971年、TBS）- 与兵衛
- 江戸を斬る 梓右近隠密帳 第12話「浪人非情」（1973年、TBS系 / C.A.L）
- 必殺シリーズ（ABC / 松竹）
  - 助け人走る 第8話「女心大着服」（1973年） - 手代 竹七
  - 必殺仕置屋稼業 第8話「一筆啓上正体が見えた」（1975年） - 仙吉
  - 新・必殺仕舞人 第13話「別れ囃子は阿波踊り」（1982年） - 役人
  - 必殺橋掛人 第8話「浅草のマル秘ドクロを探ります」（1985年） - 利兵衛
- 水戸黄門 （TBS系 / C.A.L）
  - 第2部 第22話「怒れ！格さん -垂井-」（1971年2月22日） - 宇之助
  - 第7部 第27話「真実に命をかけて -松本-」（1976年11月22日） - 藩士
  - 第8部 第29話「妖雲晴れた桜島 -鹿児島-」（1978年1月30日） - 番士
  - 第9部 第9話「黄門さまの父子裁き -弘前-」（1978年10月2日） - 池田屋の番頭
  - 第10部 第15話「京の都の悪退治-京-」（1979年11月19日） - 喜助
  - 第11部
    - 第4話「悪を斬る紅緒の三度笠 -山形-」（1980年9月8日） - 旅籠の亭主
    - 第12話「瞼の父は用心棒 -宮古-」（1980年11月3日） - 小沢屋番頭
    - 第18話「天晴れ早駈け勝ち名乗り -与板-」（1980年12月15日） - 旅籠の番頭

  - 第12部
    - 第11話「献上塩昆布にかけた意地-大坂-」（1981年11月9日） - 質屋の番頭
    - 第21話「湯気に隠れた悪企み-山中-」（1982年1月18日） - 敬助

  - 第13部
    - 第6話「おん宿割鍋にとじ蓋 -島田-」（1982年11月22日） - 商人
    - 第12話「伊勢参り 娘初春七変化 -伊勢-」（1983年1月3日） - 茶店の亭主

  - 第14部
    - 第7話「無法裁いた孤独の十手-花巻-」（1983年12月12日） - 助役
    - 第12話「偽黄門の悪退治-大館-」（1984年1月16日） - 旅籠の主人
    - 第24話「偽黄門にされた黄門様-高岡-」（1984年4月9日） - 嘉十

  - 第15部
    - 第27話「殿様騙した親不孝者 -大垣-」（1985年7月29日） - 作兵衛
    - 第38話「父と呼ばれた格之進 -大宮-」（1985年10月14日） - 与平

  - 第16部 第19話「泣く子にゃ勝てぬ悪企み -福井-」（1986年9月1日） - 田村屋番頭
  - 第17部 第17話「黄門様のおしのび指南 -松山-」（1987年12月21日）
  - 第18部 第25話「無念晴らす献上絞 -鳴海-」（1989年3月6日）
- 大岡越前（TBS系 / C.A.L）
  - 第5部 第25話「誘拐された雪絵」（1978年7月24日）
  - 第6部
    - 第6話「死を占った女」（1982年4月12日） - 伊豆屋番頭
    - 第22話「疑われた男」（1982年8月2日）

  - 第7部 第22話「泥棒にされたお奉行様」（1983年9月19日） - 伍平
  - 第9部 第20話「見えぬ目が見た真犯人」（1986年3月10日）
  - 第10部 第3話「巷の噂を買う女」（1988年3月14日） - 坂田屋番頭
  - 第11部 第17話「濡れ衣晴らした人情長屋」（1990年8月13日）
- 裸の大将放浪記 第5話「人の口は恐ろしいので」（1981年、KTV / 東阪企画） - 記者
- 壬生の恋歌 第4話「お梅の鈴」（1983年、NHK）- 外島磯兵衛
- 松平右近事件帳 第28話「女は二度夢を見た」（1982年、NTV系 / ユニオン映画） - 久造
- 新・松平右近 第18話 「大金貸す奴御用心!!」（1983年、NTV系 / ユニオン映画）- 幸右衛門
- 長七郎江戸日記 （NTV系 / ユニオン映画）
  - 第2シリーズ「苦死を落とした女」（1988年） - 櫛屋主人
  - 第2シリーズ「牛吉の純情」（1988年） - 丁字屋番頭
  - 第2シリーズ「辰も男だ!」（1989年） - 中年の男
  - 第3シリーズ 第12話「居候は暴れん坊」（1991年1月15日） - 善八
  - 第3シリーズ 「艶姿、剣舞い」（1991年）- 常陸屋万兵衛
  - 第3シリーズ 「虫ケラ一匹なればこそ、最後の剣舞い」（1991年）- 才助
- 八百八町夢日記 （NTV系 / ユニオン映画）
  - 第1シリーズ 第4話「空蝉が飛んだ」（1989年）
  - 第2シリーズ 第1話「偽りの花嫁」（1991年） - 幸兵衛
  - 第2シリーズ 第11話「命がけ鉄火肌の女」（1992年）
  - 第2シリーズ 第24話「密造酒を追え!」（1992年） - 升屋善右衛門
- あばれ八州御用旅 第3シリーズ 第8話「川止め、足止め、地獄越え!」（1992年、TX / ユニオン映画）- 市兵衛
- 半七捕物帳 第2話「情け心が悪を討つ」（1992年、NTV / ユニオン映画）